# فتيل (متفجرات)

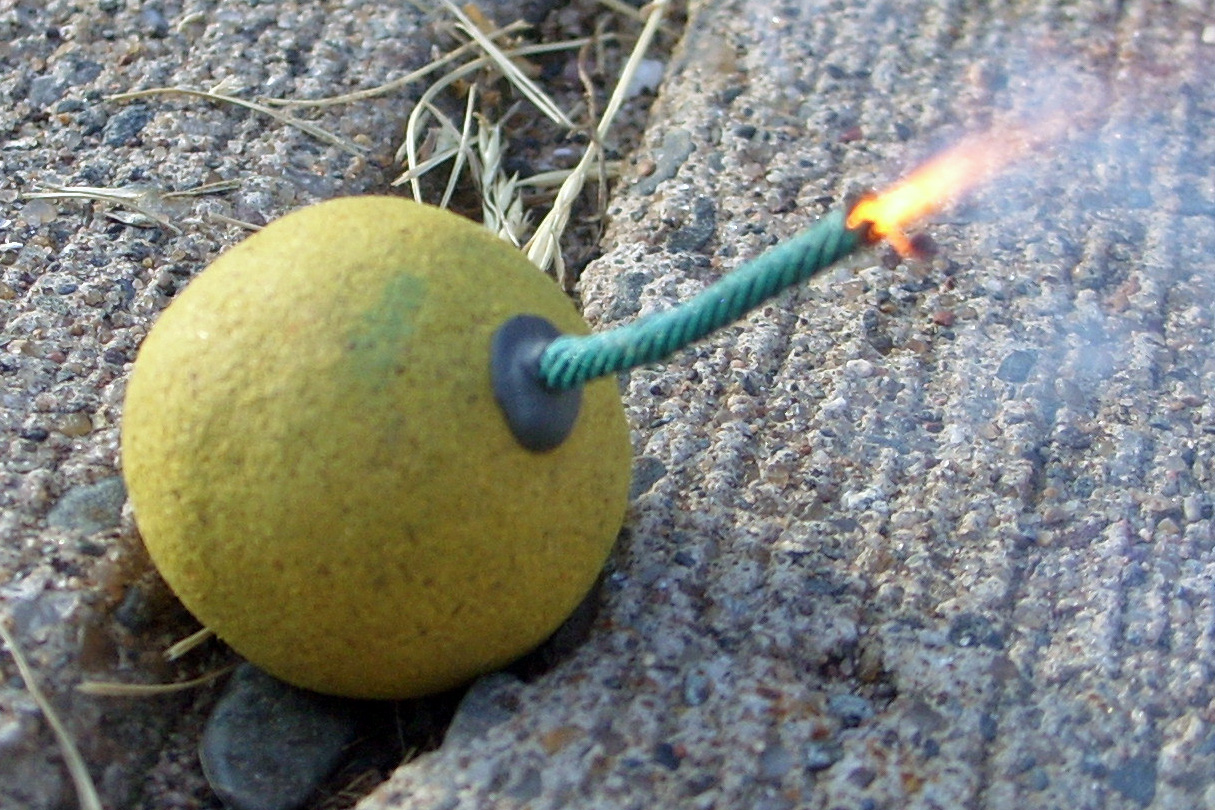
قنبلة دخانية بفتيل مشتعل

الفتيل (أو الشعال ) في مجال المتفجرات التقانة والألعاب النارية هو الجزء المسؤول عن إيصال الشرارة إلى الذخيرة، تستخدم فكرة الفتيل في الأسلحة البدائية مثل القنابل القديمة أو في الألعاب النارية، أما في التقنيات الحديثة العسكرية فيستخدم نفس المبدأ ولكن بأسلوب مطور على شكل شعيلة.
استخدم الفتيل في الماضي منذ القرن العاشر في الصين على هيئة حبل أو خيط لإشعال البارود. تهدف فكرة الفتيل إتاحة فاصل زمني يكفي لمشعل الشحنة أن يحتمي من أثر الانفجار. كان فتيل المتفجرات في السابق مصنوعاً من الورق المملوء بالبارود، وقد يطلى عادة بالشمع.

## اقرأ أيضاً
- شعيلة